# بافلوفسك
بافلوفسك (بالروسية: Павловск) هي إحدى مدن روسيا في الكيان الفدرالي الروسي سانت بطرسبرغ.

## المناخ
يظهر الجدول التالي التغييرات المناخية على مدار السنة لبافلوفسك:
| البيانات المناخية لـبافلوفسك | البيانات المناخية لـبافلوفسك | البيانات المناخية لـبافلوفسك | البيانات المناخية لـبافلوفسك | البيانات المناخية لـبافلوفسك | البيانات المناخية لـبافلوفسك | البيانات المناخية لـبافلوفسك | البيانات المناخية لـبافلوفسك | البيانات المناخية لـبافلوفسك | البيانات المناخية لـبافلوفسك | البيانات المناخية لـبافلوفسك | البيانات المناخية لـبافلوفسك | البيانات المناخية لـبافلوفسك | البيانات المناخية لـبافلوفسك |
| الشهر                        | يناير                        | فبراير                       | مارس                         | أبريل                        | مايو                         | يونيو                        | يوليو                        | أغسطس                        | سبتمبر                       | أكتوبر                       | نوفمبر                       | ديسمبر                       | المعدل السنوي                |
| ---------------------------- | ---------------------------- | ---------------------------- | ---------------------------- | ---------------------------- | ---------------------------- | ---------------------------- | ---------------------------- | ---------------------------- | ---------------------------- | ---------------------------- | ---------------------------- | ---------------------------- | ---------------------------- |
| الدرجة القصوى °ف             | 47.5                         | 50.4                         | 58.8                         | 77.5                         | 87.6                         | 94.3                         | 95.5                         | 92.3                         | 86.7                         | 69.8                         | 54.1                         | 51.6                         | 95.5                         |
| متوسط درجة الحرارة الكبرى °ف | 27.9                         | 29.5                         | 39.4                         | 48.6                         | 61.0                         | 68.9                         | 72.0                         | 69.1                         | 58.3                         | 47.3                         | 35.2                         | 30.7                         | 48.9                         |
| المتوسط اليومي °ف            | 20.3                         | 21.2                         | 29.5                         | 39.9                         | 51.6                         | 60.4                         | 63.9                         | 61.5                         | 51.8                         | 42.1                         | 31.8                         | 25.0                         | 41.4                         |
| متوسط درجة الحرارة الصغرى °ف | 17.8                         | 18.1                         | 26.8                         | 34.9                         | 44.8                         | 53.4                         | 57.2                         | 55.4                         | 46.4                         | 38.7                         | 28.2                         | 22.1                         | 37.0                         |
| أدنى درجة حرارة °ف           | −32.6                        | −31.4                        | −21.8                        | −7.2                         | 20.1                         | 32.2                         | 40.8                         | 34.3                         | 26.4                         | 8.8                          | −8.0                         | −29.9                        | −32.6                        |
| الهطول إنش                   | 1.6                          | 1.2                          | 1.4                          | 1.3                          | 1.5                          | 2.5                          | 3.1                          | 3.0                          | 2.6                          | 2.6                          | 2.2                          | 1.9                          | 24.9                         |
| الدرجة القصوى °م             | 8.6                          | 10.2                         | 14.9                         | 25.3                         | 30.9                         | 34.6                         | 35.3                         | 33.5                         | 30.4                         | 21.0                         | 12.3                         | 10.9                         | 35.3                         |
| متوسط درجة الحرارة الكبرى °م | −2.3                         | −1.4                         | 4.1                          | 9.2                          | 16.1                         | 20.5                         | 22.2                         | 20.6                         | 14.6                         | 8.5                          | 1.8                          | −0.7                         | 9.4                          |
| المتوسط اليومي °م            | −6.5                         | −6.0                         | −1.4                         | 4.4                          | 10.9                         | 15.8                         | 17.7                         | 16.4                         | 11.0                         | 5.6                          | −0.1                         | −3.9                         | 5.2                          |
| متوسط درجة الحرارة الصغرى °م | −7.9                         | −7.7                         | −2.9                         | 1.6                          | 7.1                          | 11.9                         | 14.0                         | 13.0                         | 8.0                          | 3.7                          | −2.1                         | −5.5                         | 2.8                          |
| أدنى درجة حرارة °م           | −35.9                        | −35.2                        | −29.9                        | −21.8                        | −6.6                         | 0.1                          | 4.9                          | 1.3                          | −3.1                         | −12.9                        | −22.2                        | −34.4                        | −35.9                        |
| الهطول مم                    | 40                           | 31                           | 35                           | 33                           | 38                           | 64                           | 78                           | 77                           | 67                           | 65                           | 56                           | 49                           | 633                          |
| المصدر:                      |                              |                              |                              |                              |                              |                              |                              |                              |                              |                              |                              |                              |                              |

## أعلام
- كريستوفر أمير اليونان والدنمارك
- أولغا كونستانتينوفنا دوقة روسيا
- ماريا بافلوفنا من روسيا
- أوجين لانسراي
- ميخائيل تاوب